# История почты и почтовых марок Монголии
История почты и почтовых марок Монголии, государства на северо-востоке Центральной Азии со столицей в Улан-Баторе, условно охватывает этапы развития почтовой связи:
- во времена Монгольской империи,
- в составе Китая (Внешняя Монголия) и
- в период независимости, включая
  - почтовое ведомство Монгольской Народной Республики (МНР) и
  - современную почтовую службу Монголии (с 1992).

Монголия является членом Всемирного почтового союза (ВПС) с 1963 года. Её официальным почтовым оператором выступает компания «Монгол Шуудан».

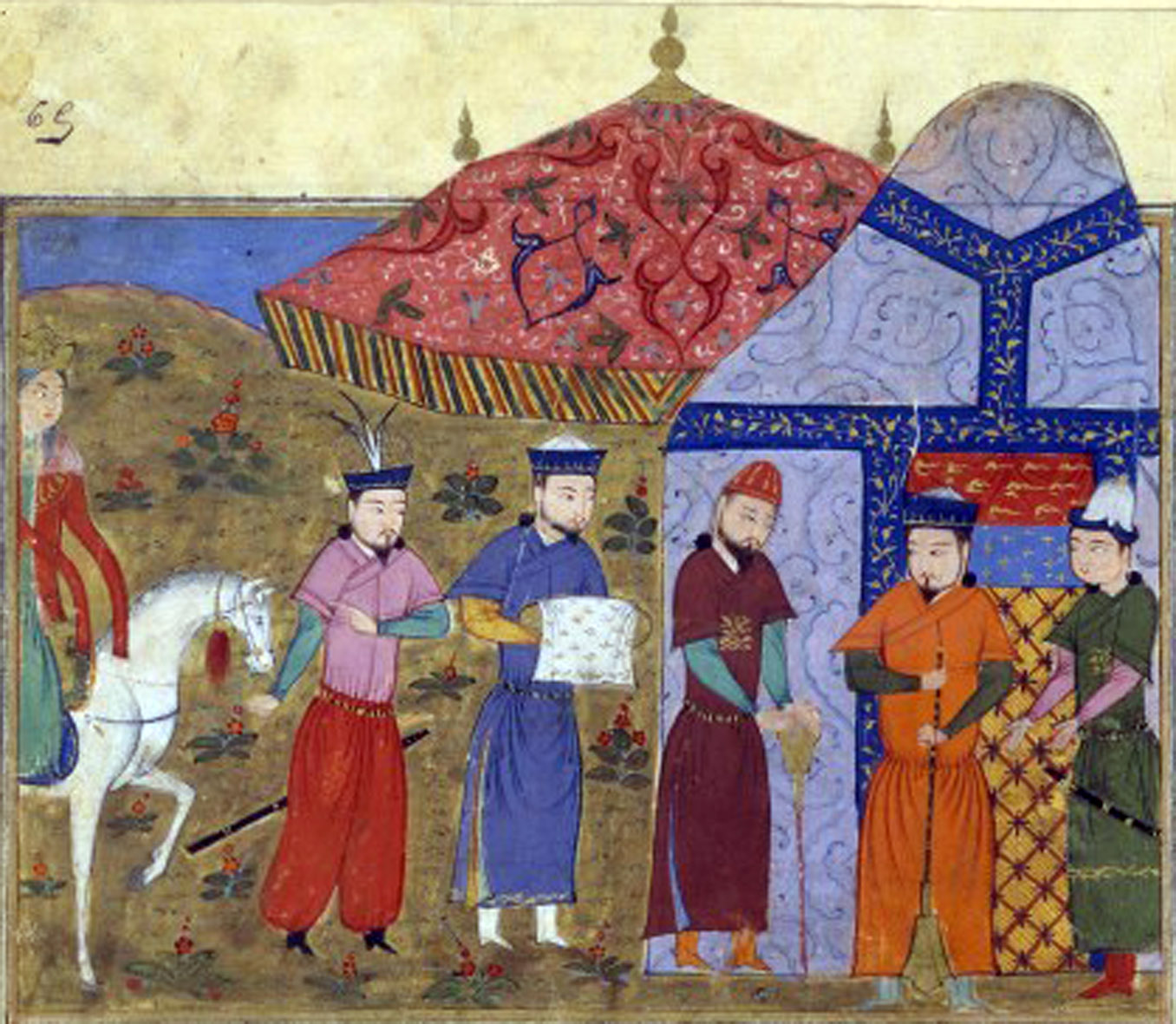
Чингисхан и китайские послы. Миниатюра из рукописи Джами ат-таварих (XIV век)

## Развитие почты

### Ранний период
Монгольская почта входит в число старейших почтовых служб мира. История почты монгольского государства ведёт своё начало с XIII века. С возникновением Монгольской империи её правители заложили систему почтовой связи, известную под названием уртонная почта. Датой основания монгольской почты считается 1234 год, а её создателем — Угэдэй.
Это была развитая почтовая система, основанная на использовании конных гонцов и очень быстрой передаче посланий с помощью эстафеты. Гонцы были способны доставлять письмо из одного конца империи в другой за две недели, преодолевая в день около 200 км. В древности (XIII век) почтовым гонцам империи Чингисхана выдавалась деревянная, бронзовая, серебряная или золотая пластинка — пайцза (пайса или пайза). Она давала гонцу право на беспрепятственную замену своей уставшей лошади свежей. На пайцзах было начертано изображение летящего сокола или головы льва. Гонцы, имевшие пайцзы от самого хана, могли покрывать в сутки расстояния до 300 км.
Во время экспансии Монгольской империи в XIII веке на запад татаро-монгольские захватчики устраивали почтовое сообщение на территории Руси, опираясь на уже существовавшие там почтовые дороги и почтовые станции. Рашид ад-Дин отмечал в своих летописях:
А для того, чтобы происходило беспрерывное прибытие гонцов как от царевичей, так и от его величества каана в интересах важных дел, во всех странах поставили ямы и назвали это «таян ям». … эмиры […] отправились и во всех областях и странах по долготе и широте земного пояса установили ямы.
Ранняя монгольская почтовая служба была важным звеном в управлении империей, стала в дальнейшем прообразом для русской ямской гоньбы и просуществовала в Монголии в практически неизменном виде до начала XX столетия.

### Иностранные почты в Монголии

#### Русская почта
Регулярная доставка корреспонденции в Монголию и далее в Китай была организована русскими купцами в 1863 году, а в 1870 году в Монголии была образована государственная русская почта.

#### Китайская почта
С 1909 по 1912 год и с 1919 по 1921 год в Урге также работало китайское почтовое отделение. До выпуска собственных почтовых марок в 1924 году в почтовом обращении на территории Монголии были марки Китая.

### Современность
Современное развитие монгольская почта получила уже после образования МНР, а именно с 1924 года. В этот период, 24 августа 1963 года, Монголия присоединилась к странам — участницам ВПС. В мае 2003 года парламент страны одобрил почтовый закон Монголии, согласно которому официальным государственным оператором почтовой связи в стране является компания «Монгол Шуудан» (в переводе с монг. — «Монгольская почта»).

## Выпуски почтовых марок

### Первые марки
Первые монгольские почтовые марки появились в 1924 году, с провозглашением Монгольской Народной Республики. Они были отпечатаны в Шанхае, хотя в зарубежных каталогах указывается Москва. Серия включала почтовые миниатюры семи номиналов, от 1 цента до 1 доллара, на каждой из которых была помещён буддийский символ элдэв-очир (скрещённая ваджра). Известны также экземпляры с перфорацией поперёк марки, но таковые официально поступали в продажу лишь для коллекционных целей.

### Последующие эмиссии

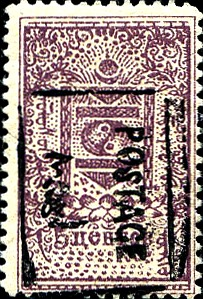
Марка из второго выпуска Монголии с надпечаткой (1926, 5 центов)

В 1926 году в почтовое обращение поступили надпечатанные фискальные марки второго почтового выпуска (Sc #16—23). Надпечатки трёх цветов (фиолетовый, чёрный и красный) содержали надписи на английском («Postage» — «Почтовый сбор») и монгольском языках.
В период с 1929 по 1932 год для монгольских марок была характерна прерывистая зубцовка, получавшаяся в результате использования перфорационного устройства с систематическими пропусками в ряду перфорирующих игл. При этом отделяемые друг от друга марки в листах с подобной зубцовкой имели небрежные, словно рваные, края.

Марки из серии«Монгольская народная революция» (1932)
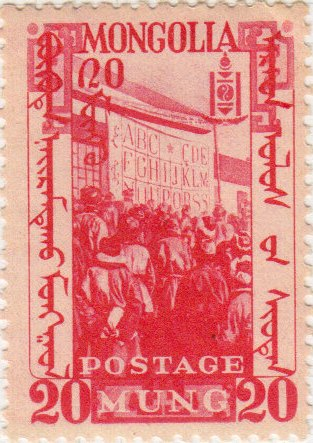
20 мунгу (Sc #67)
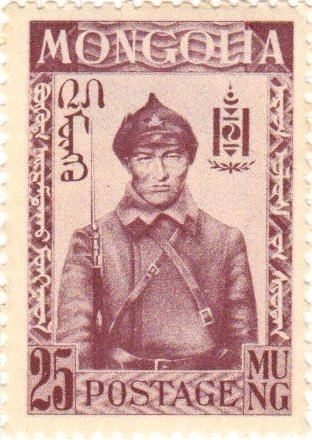
25 мунгу (Sc #68)
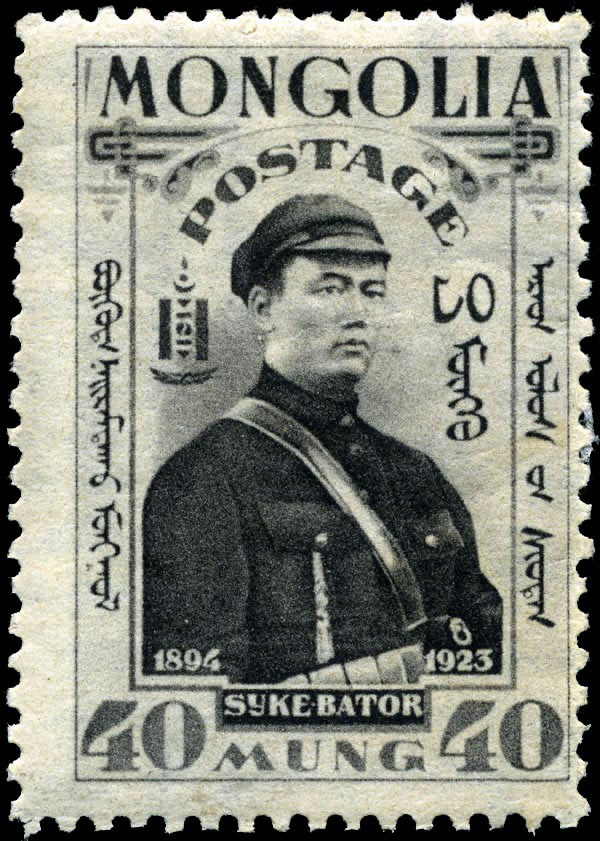
Портрет Сухэ-Батора. 40 мунгу
 (Sc #69)[^]
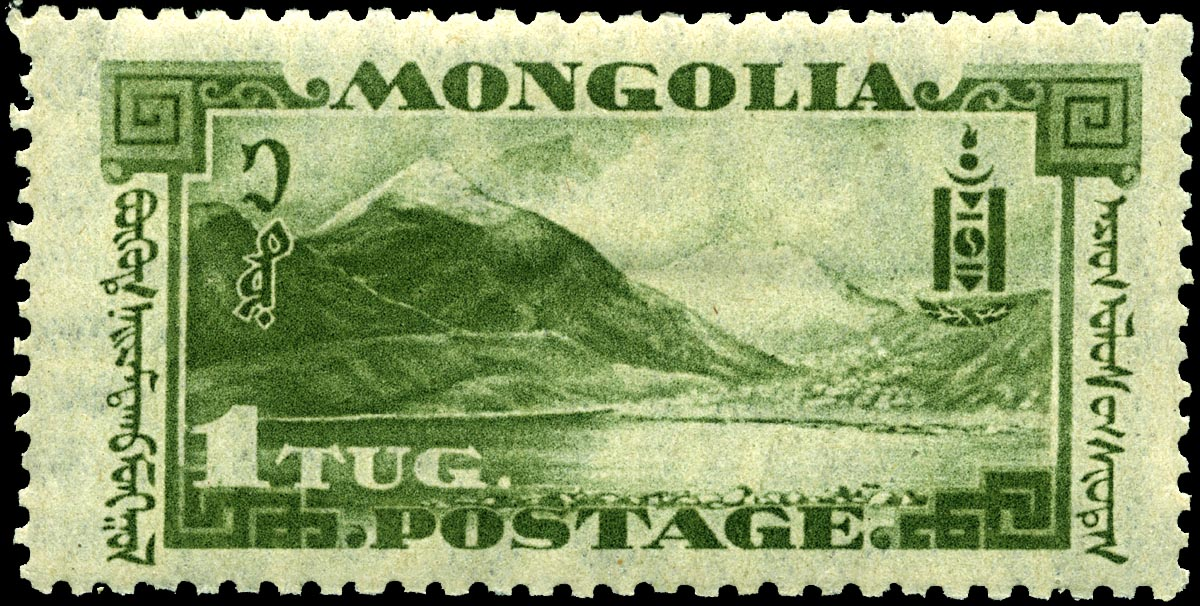
1 тугрик (Sc #71)

В 1943 году на почтовых марках страны впервые появилась надпись на монгольском языке «Монгол Шуудан» («Монгольская почта»), применяемая до сих пор. В 1946 году были изданы первые памятные марки, а в 1961 году — первый почтовый блок.
За первые сорок лет, с 1924 по 1963 год, в Монголии всего было эмитировано 303 почтовые марки и шесть блоков. Надписи на оригинальных марках были выполнены на английском («Mongolia» — «Монголия»; «Postage» — «Почтовый сбор») и на монгольском языке (русский алфавит): «Монгол Шудан», «Монгол Шуудан» («Монгольская почта») и «Монгол Улсын Шуудан» («Почта Монголии»).

### Тематика
На монгольских почтовых миниатюрах присутствует самая разнообразная тематика — от флоры и фауны до «Россики», от науки и техники до выдающихся лиц в истории и культуре Монголии. В последнем случае, например, известны монгольские выпуски с изображением Чингисхана и Сухэ-Батора[≡].
За годы народной республики (до 1992) было выпущено много марок, посвящённых В. И. Ленину, успехам Советского Союза в освоении космоса, монгольско-советской дружбе и другим темам. Первая марка Монголии с портретом В. И. Ленина вышла в свет в 1951 году. Кроме марок, Лениниана также представлена на монгольских картмаксимумах. В 1974 и 1980 годах были выпущены марки в честь визита Л. И. Брежнева в МНР, причём на последней он был запечатлён вместе с монгольским лидером Юмжагийном Цеденбалом. На марках Монголии 2000 и 2001 годов есть также И. В. Сталин и М. С. Горбачёв. Монголия посвящала выпуск Всемирному фестивалю молодежи и студентов в Москве в 1985 году.
Первая монгольская марка в ознаменование достижений советской космической программы появилась в 1959 году. Всего Монголией было издано свыше 150 марок на советскую космическую тему, а также в честь совместного полёта советско-монгольского экипажа корабля «Союз-39».
Почта Монголии уделяет много внимания авиационной теме, показывая на своих марках историю авиации, самолёты, вертолёты, дирижабли, в том числе советского производства (принадлежности).

Интересно, что рядом с самолётами на марках Монголии изображены такие деятели российской и советской авиации, как Можайский и Чкалов, — таких марок больше не встретишь нигде в мире.

Спорт и Олимпиады также широко представлены на марках Монголии. На одной из них в 1969 году был отмечен известный советский гимнаст, многократный чемпион мира, Европы и Олимпийских игр Борис Шахлин.
Впечатляет, в каких объёмах на монгольских почтовых марках присутствуют флора и фауна, включая виды, распространённые также в России и в бывшем СССР: лошадь Пржевальского (часто встречается на марках Монголии), геккон Пржевальского, сибирская лягушка, речной окунь[≡], сибирский хариус, сибирский осётр, сибирский таймень, сибирский первоцвет и др.

## Другие виды почтовых марок
5 июня 1961 года в почтовом обращении Монголии появились первые авиапочтовые марки и блоки[≡], а 22 декабря того же года — почтово-благотворительные марки. Кроме того, 1 июня 1977 года был отпечатан единственный авиапочтовый почтово-благотворительный блок страны.

## Каталогизация
Значительный вклад в каталогизацию почтовых марок Монголии внёс известный советский филателист Самуил Блехман, который занимался также изучением истории почты Монголии. Им составлен каталог марок Монголии.
Интересно, что в каталоге почтовых марок «Стэнли Гиббонс» (6-е издание, 2008) почтовые марки Монголии описываются в 10-й части, посвящённой маркам России, наряду с бывшими республиками СССР, российскими почтовыми отделениями за границей и военными оккупационными выпусками.

## Фальсификации
В 1999 году монгольская почтовая администрация обращалась в руководящие органы ВПС с информацией о фальшивых марках, напечатанных от имени Монголии и распространяемых на филателистическом рынке в спекулятивных целях.

## Развитие филателии
Коллекционеры почтовых марок страны объединены в Федерацию (Союз) монгольских филателистов, которая входит в Международную федерацию филателии и в Федерацию межазиатской филателии (англ. Federation of Inter-Asian Philately, или FIAP).
В середине 1970-х годов Союз монгольских филателистов возглавлял народный художник Д. Амгалан. В конце июля 1976 года в Улан-Баторе прошла первая Монголо-Советская филателистическая выставка, организованная совместно Всесоюзным обществом филателистов (ВОФ) и Союзом монгольских филателистов. На выставке экспонировались четыре коллекции филателистов из СССР и семь — из МНР. Монгольские разработки были посвящены следующим темам:
- Лениниана (автор Е. Жигмэддулам),
- сотрудничество социалистических стран (О. Сэрээтэр),
- охрана материнства и младенчества (Ц. Дармаа и Цэрэндорж),
- искусство и культура (Ч. Сухбаатар) и др.

Экспозиция Ч. Сухбаатара была отмечена Призом правления ВОФ.
По состоянию на 2010 год, председателем Федерации монгольских филателистов является Сэрээтэр Болдхэт. На филателистических выставках международного уровня страну часто представляет комиссар (уполномоченный) Федерации Шагдарын Чадраабал; например, он присутствовал на Всемирной выставке почтовых марок «Санкт-Петербург—2007». Федерация имеет знак почётного члена, в дизайне которого использован элдэв-очир, символ, присутствовавший на первых монгольских марках.